# Orden de la Estrella Yugoslava
La Orden de la Estrella Yugoslava (en serbocroata: Orden jugoslovenske zvezde; en esloveno: Red jugoslovanske zvezde; en macedonio: Орден југословенска ѕвезда) fue una condecoración de Yugoslavia y de Serbia y Montenegro.
Fue creada el 1 de febrero de 1954 por el Mariscal Tito con tres clases. En 1961 los rangos fueron renombrados y además se agregó un grado superior a todos, quedando:
- - Gran Estrella Yugoslava (primera en orden de precedencia);
- - Banda de la Estrella Yugoslava (sexta en orden de precedencia);
- - Corona de Oro de la Estrella Yugoslava (decimocuarta en orden de precedencia);
- - Lazo de la Gran Estrella Yugoslava (vigesimocuarta en orden de precedencia).

Después del fin de la República Federal Socialista de Yugoslavia, la República Federal de Yugoslavia y su sucesora la Unión Estatal de Serbia y Montenegro continuaron entregando la Orden de la Estrella Yugoslava, en cuatro clases redefinidas:
- Gran Estrella Yugoslava (segunda en orden de precedencia);
- Primera Clase de la Estrella Yugoslava (séptima en orden de precedencia);
- Segunda Clase de la Estrella Yugoslava (vigésima en orden de precedencia);
- Tercera Clase de la Gran Estrella Yugoslava (trigésimoprimera en orden de precedencia).